# Thomas Shadwell

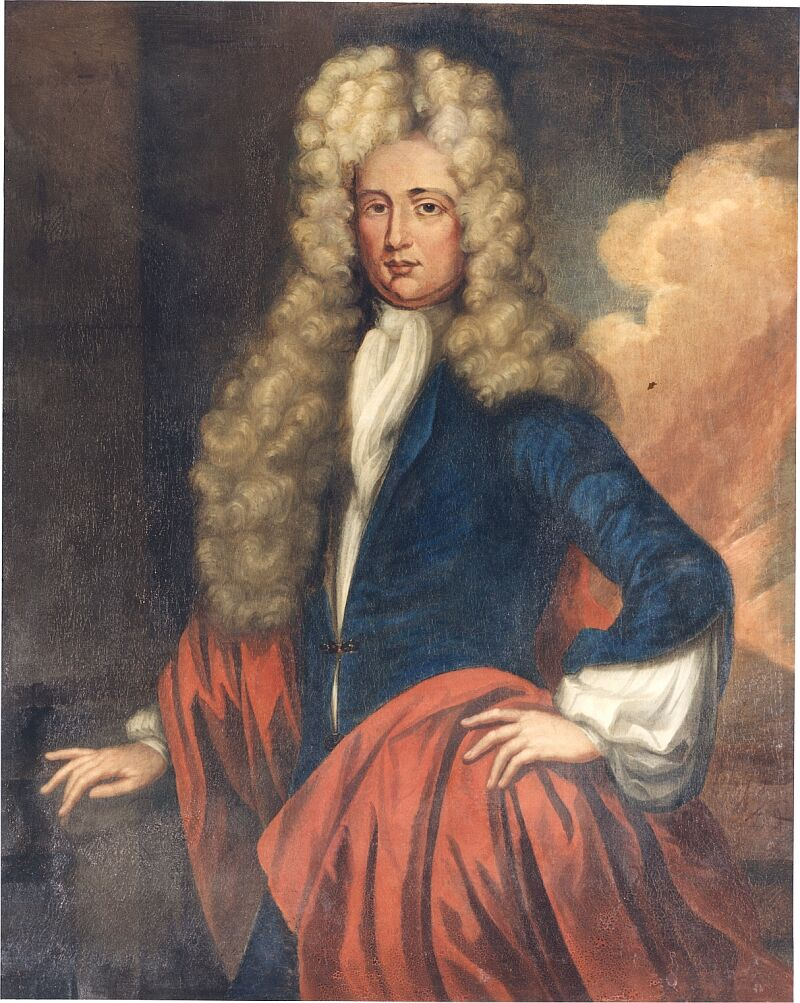
Thomas Shadwell, kunstenaar onbekend

Thomas Shadwell (Stanton Hall, Norfolk, ca. 1642 - Chelsea, 19 november 1692) was een Engels toneelschrijver, dichter en musicus. Hij volgde John Dryden in 1689 op als Poet Laureate en als Historiographer Royal (koninklijk geschiedschrijver).
Shadwell was de zoon van een jurist. Hij studeerde aan de Universiteit van Cambridge, maar haalde er geen graad. Vervolgens leek hij in zijn vaders voetsporen te treden door een rechtenstudie te volgen in Londen, maar gaf al snel de voorkeur aan een literaire carrière. Hij beschouwde Ben Jonson als zijn voorbeeld en was in zijn tijd succesvol als toneelschrijver. Zijn reputatie werd wel geschaad door zijn voormalige vriend John Dryden, die een scherpe satire over hem schreef in zijn werk Mac Flecknoe, nadat hij dat al eerder had gedaan in zijn gedicht Absalom and Achitophel, overigens als een reactie op satirisch werk van Shadwell zelf in de richting van Dryden in The Medall of John Bayes.
Shadwell schreef 14 werken voor toneel, twee opera's, een Shakespeare-bewerking en enkele gedichten in zijn functie als hofdichter. Een van zijn bekendste werken was de komedie Epsom Wells (1673), die bij koning Charles II zeer in de smaak viel. Meerdere van zijn toneelstukken bevatten muziek van Henry Purcell.
Als hofdichter werd hij opgevolgd door Nahum Tate, als koninklijk geschiedschrijver door Thomas Rymer.

## Werk
- The Sullen Lovers (1668) gebaseerd op Les Fâcheux van Molière
- The Royal Shepherdess (1669), een opera
- The Humorists (1670)
- The Miser (1672), naar Molière
- Epsom Wells (1672)
- The Tempest  (1674), een opera naar het werk van William Shakespeare
- Psyche (1675)
- The Libertine (1676)
- The Virtuoso (1676)
- Timon of Athens (1678), een Shakespeare-bewerking
- A True Widow (1679)
- The Woman-Captain (1679)
- The Lancashire Witches (1681)
- The Squire of Alsatia (1688)
- Bury Fair (1689)
- The Amorous Bigot (1689)
- The Scowerers (1690)
- The Volunteers (1692)